# Кашубия
Кашубия (на кашубски: Kaszëbë; на полски: Kaszuby) e историческа област в Северна Полша, Поморско войводство. Тя е част от историческия регион Померелия (Гданска Померания). Заема площ ок.6200 км2. Населена е от етническата група кашуби. Столица е град Гданск.

## География
Кашубия обхваща окръзите Вейхеровски, Пуцки, Гданск, Гдиня, Сопот, Картузийски, както и части от окръзите Кошчежински, Лемборцки, Битовски, Хойницки и Члуховски.

## Етнография
Областта се дели на 5 етнографски района.
- Норда (Norda)
- Вестшодк (Westrzódk)
- Полне (Pôłnié)
- Зопод (Zôpôd)
- Тшегард (Trzëgard) (Труймясто)